# حمام جبلي امبراطوري
حمام جبلي إمبراطوري (الاسم العلمي: Ducula badia) هو نوع من فصيلة حماميات.